# Natcho Aguirre, Santa Clara, México
Natcho Aguirre, Santa Clara, México, é uma foto em preto e branco tirada por Henri Cartier-Bresson em 1934, numa viagem ao México.
A imagem parece encenada, mas seu contexto e significado permanecem inexplicados. Retrata à esquerda um homem anônimo, com o rosto recortado e apenas parcialmente visível, expondo o peito nu coberto pelos braços cruzados, com as mãos em punhos cerrados, enquanto as calças estão parcialmente abertas. O homem parece estar se contorcendo de agonia ou êxtase, em uma pose um tanto parecida com a de Cristo, como se estivesse protegendo ou perfurando seus seios. É visível à sua direita uma estante com dois grupos de sapatos.
A composição enigmática e erótica, com a justaposição de elementos aparentemente não relacionados, demonstra a influência do Surrealismo e da noção de "beleza convulsiva", exposta por André Breton, na obra do artista, assim como o amor de Cartier-Bresson pelas formas geométricas.
Existem cópias desta foto em várias coleções públicas, incluindo a Fundação Henri Cartier-Bresson, em Paris, o Metropolitan Museum of Art, em Nova York, e a National Gallery of Australia, em Canberra.